# Hauptschule

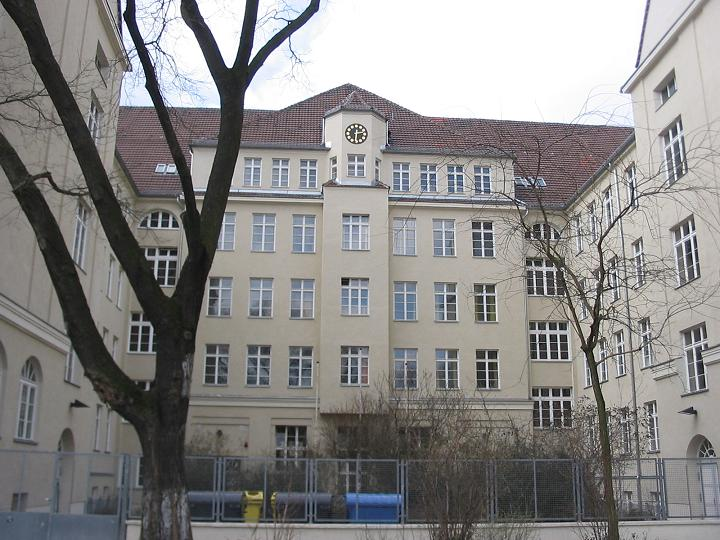
Imagen de una Hauptschule alemana en Berlín.

Hauptschule (Escuela Principal o Elemental) es uno de los cuatro tipos de Educación secundaria de Alemania. La Hauptschule ofrece una formación general, es decir, el nivel 2 según la clasificación CINE de la UNESCO. En Alemania, el número de escuelas secundarias elementales se ha reducido a la mitad desde 2008, siendo actualmente algo más de 3.000 en todo el país. Incluso, en algunos estados federales, la Hauptschule se ha abolido como forma de escuela independiente (como en la ciudad autónoma de Berlín o en la ciudad autónoma de Hamburgo). Por regla general, el alumnado accede en 5° grado, con 10 años, y permanece en la escuela hasta 9° grado, es decir, 5 cursos.

## Historia
La Hauptschule en la República Federal de Alemania es una escuela secundaria general dentro del sistema escolar estructurado que surgió de la escuela primaria de 8 años en la década de 1960. Por regla general, comprende los grados 5º a 9º o 10º del nivel secundario inferior y se completa con el certificado de educación secundaria (Hauptschulabschluss o título de escuela profesional). Pocos son los estados que alargan su currículum hasta el quinto año. El alumnado ingresa en la Hauptschule tras concluir el cuarto año de la Grundschule o Escuela primaria. A partir de ahí, el alumno debe seguir su itinerario por uno de los tipos de escuela secundaria: la Hautpschule, la Realschule o el Gymnasium.
La Hauptschule todavía existe actualmente como un tipo de escuela independiente en seis estados federales. En algunos de estos estados, se considera una escuela regular y, por lo tanto, las autoridades escolares deben ofrecerla y, al mismo tiempo, es una escuela obligatoria, "porque todos los estudiantes en edad escolar que no asisten a ninguna otra [...] escuela a tiempo completo están obligados a asistir a la escuela secundaria". Según la Oficina Federal de Estadística, había 3.946 escuelas secundarias con 567.174 estudiantes en Alemania en el año escolar 2015-2016 (frente a 1.080.000 estudiantes en el curso 2004-2005, en 5.195 escuelas).

## Alumnado
El objetivo principal de la Hauptschule es ofrecer a los jóvenes estudiantes con calificaciones promedio o inferiores, la mayoría de los cuales no asistirán a una universidad, una educación académica general adecuada. Enseñan en gran medida las mismas materias que una Realschule o Gymnasium, pero a un ritmo más lento. No se imparten materias como Latín, Griego o Química, pero sí otras como "economía doméstica" o "estudios laborales" (Arbeitslehre), que no se imparten en un Gymnasium.
Las asignaturas que se imparten en una Hauptschule incluyen matemáticas aplicadas, física/química básica, biología, geografía, historia, religión (u otra optativa), música, educación física e idioma. Desde el primer año de Hauptschule, el 5º grado, todos los niños aprenden inglés. Una vez que los estudiantes hayan obtenido su certificado de posgrado a la edad de 15-16 años, pueden ingresar a la formación profesional práctica, comenzar a trabajar en el servicio público a nivel básico o secretarial, o asistir a una Berufsfachschule (escuela vocacional a tiempo completo). En consecuencia, los trabajos para los que se postulan requieren habilidades prácticas en lugar de conocimientos académicos. También pueden calificar para una educación superior en una Realschule o Gymnasium si sus calificaciones son lo suficientemente buenas.
La mayoría de las Hauptschulen son estatales y, por lo tanto, son gratuitos; sin embargo, existen algunas Hauptschulen privadas. Tales Hauptschulen tienen tasas de matrícula comparativamente bajas y ofrecen becas. La Oficina de bienestar de los jóvenes también puede cubrir los costes de los estudios en una Hauptschule privada.
El estado alemán gasta más dinero en estudiantes que asisten a Hauptschulen públicas de lo que gasta en estudiantes que asisten a Realschulen o Gymnasien públicas, y las Hauptschulen tienen una proporción estudiante-maestro más favorable que esos otros. Las Hauptschulen suelen tener un alumnado muy diverso en términos de grupos étnicos, idiomas que se hablan en el hogar, religiones, clases sociales y habilidades de los estudiantes. Las escuelas enfrentan muchos desafíos, porque a veces tienen que educar a estudiantes con habilidades promedio junto con estudiantes que tienen dificultades de aprendizaje o necesitan atención especial. En algunos estados alemanes, como Baviera, las Hauptschulen ofrecen diferentes currículos a sus estudiantes. Por ejemplo, ofrecen las llamadas clases M para estudiantes avanzados, clases regulares y las llamadas clases P para estudiantes con dificultades.
Al concluir la Hautpschule se realiza una prueba llamada Hauptschulabschluss (graduación de la Escuela Elemental) o Qualifizierter con aproximadamente 15 años. Tras la finalización de los estudios en la Hauptschule, el alumno deberá asistir a una Berufschule (Escuela Técnica), donde aprenderá una profesión. Tras eso, el alumno ya podrá ir al mercado de trabajo.

Sistema educativo alemán

El porcentaje de los trabajadores con titulación Hauptschulabschluss, Realschulabschluss o Abitur en Alemania a lo largo del tiempo:
|                     | 1970  | 1982  | 1991  | 2000  |
| Hauptschulabschluss | 87.7% | 79.3% | 66.5% | 54.9% |
| Realschulabschluss  | 10.9% | 17.7% | 27%   | 34.1% |
| Abitur              | 1.4%  | 3%    | 6.5%  | 11%   |

Históricamente, una gran mayoría de trabajadores alemanes fue a una Hauptschule; en 2000, el 54,5% de los ocupados tenía una certificación denominada Hauptschulabschluss, lo que indica que se graduó de una Hauptschule. Sin embargo, en la década de 1970 se inició una fuerte expansión educativa y los padres y familias comenzaron a enviar a sus hijos a mejores escuelas. Por lo tanto, los trabajadores más jóvenes tienen menos probabilidades de tener una certificación Hauptschulabschluss que los mayores.

## Críticas
En general, se critica a la Hauptschule como parte del sistema educativo alemán por la propia división del alumnado que acomete. El argumento usado es que la Hauptschule es la institución que ofrece una menor capacitación al alumnado, por lo que al entrar en el mercado laboral lo harán en desventaja, si se comparan a los estudiantes de escuelas de mayor capacitación, como la Realschule o el Gymnasium.
También se las critica porque es común encontrar entre los alumnos de estas escuelas elementales a muchos descendientes de inmigrantes, que viven en barrios humildes o en zonas del extrarradio de las grandes ciudades. 
Otra crítica que reciben les llega por el idioma. Estas escuelas agrupan a los hijos de las familias inmigrantes, con menor dominio de la lengua alemana, por lo que acabarán en puestos auxiliares de la industria o los servicios y no podrán optar a estudios universitarios , aunque tengan gran capacidad intelectual.